# Réfractaire (film)
Pour les articles homonymes, voir Réfractaire.
Pour plus de détails, voir Fiche technique et Distribution.
Réfractaire est un film luxembourgeois et suisse réalisé par Nicolas Steil et sorti en 2009.
Il a été présélectionné en 2009 (mais non nommé) pour les Oscars dans la catégorie meilleur film étranger.

## Synopsis
Un jeune homme, fils d'un partisan d'Hitler, refuse de s'enrôler pour les nazis, et se réfugie dans une mine pour ne pas partir sur le front russe.

## Fiche technique
- Titre : Réfractaire
- Réalisation : Nicolas Steil
- Scénario : Jean-Louis Schlesser et Nicolas Steil
- Musique : Michel Wintsch et André Mergenthaler
- Photographie : Denis Jutzeler
- Montage :  Loredana Cristelli, Paul Maas, Bruno Pons
- Société de production : Iris Productions et CAB Productions
- Société de distribution : Albany Films Distribution (France)
- Pays :  Luxembourg et  Suisse
- Genre : Drame et historique
- Durée : 97 minutes
- Dates de sortie : 
  - 5 juin 2009 ( Luxembourg)
  - 10 novembre 2010 ( France)

## Distribution
- Grégoire Leprince-Ringuet : François
- Guillaume Gouix : René
- Pierre Niney : Armand
- Arthur Dupont : Théo
- Marianne Basler : Malou
- Judith Davis : Lou
- Swann Arlaud : Ady
- Luc Feit : Gestapiste
- Carlo Brandt : Jacques
- André Jung : Professeur nazi
- Thierry Van Werveke : Edouard
- Yoann Denaive : Enrico
- Michel Voïta : Pierrot

## Critiques
Pour Le Monde, l'histoire « donne lieu à des clichés » et la mise en scène n'est pas à la hauteur. Pour l'hebdomadaire Woxx, le sujet est intéressant mais aurait mérité plus.